# Kumple z dżungli
Kumple z dżungli (ang. Jungle Bunch – News Beat, 2010) – francuski serial animowany, który swoją premierę w Polsce miał 7 lipca 2012 roku na kanale teleTOON+. Od 2 lutego 2015 serial był nadawany na antenie Boomerang w ramach przerw reklamowych.

## Fabuła
Serial opowiadający o przygodach pingwina Maurice’a, który sądzi, że jest tygrysem oraz jego przyjaciół.

## Wersja polska
Wersja polska: na zlecenie teleTOON+ – Master Film

Wystąpili:
- Adam Bauman – dziennikarz
- Zbigniew Suszyński – Maurice
- Adam Krylik – Fred
- Jarosław Domin – Al
- Cezary Kwieciński – Bob
- Katarzyna Łaska – Patricia
- Janusz Wituch – Gilbert
- Jacek Król – Miguel

i inni
Lektor: Paweł Bukrewicz